# Erasmuspad

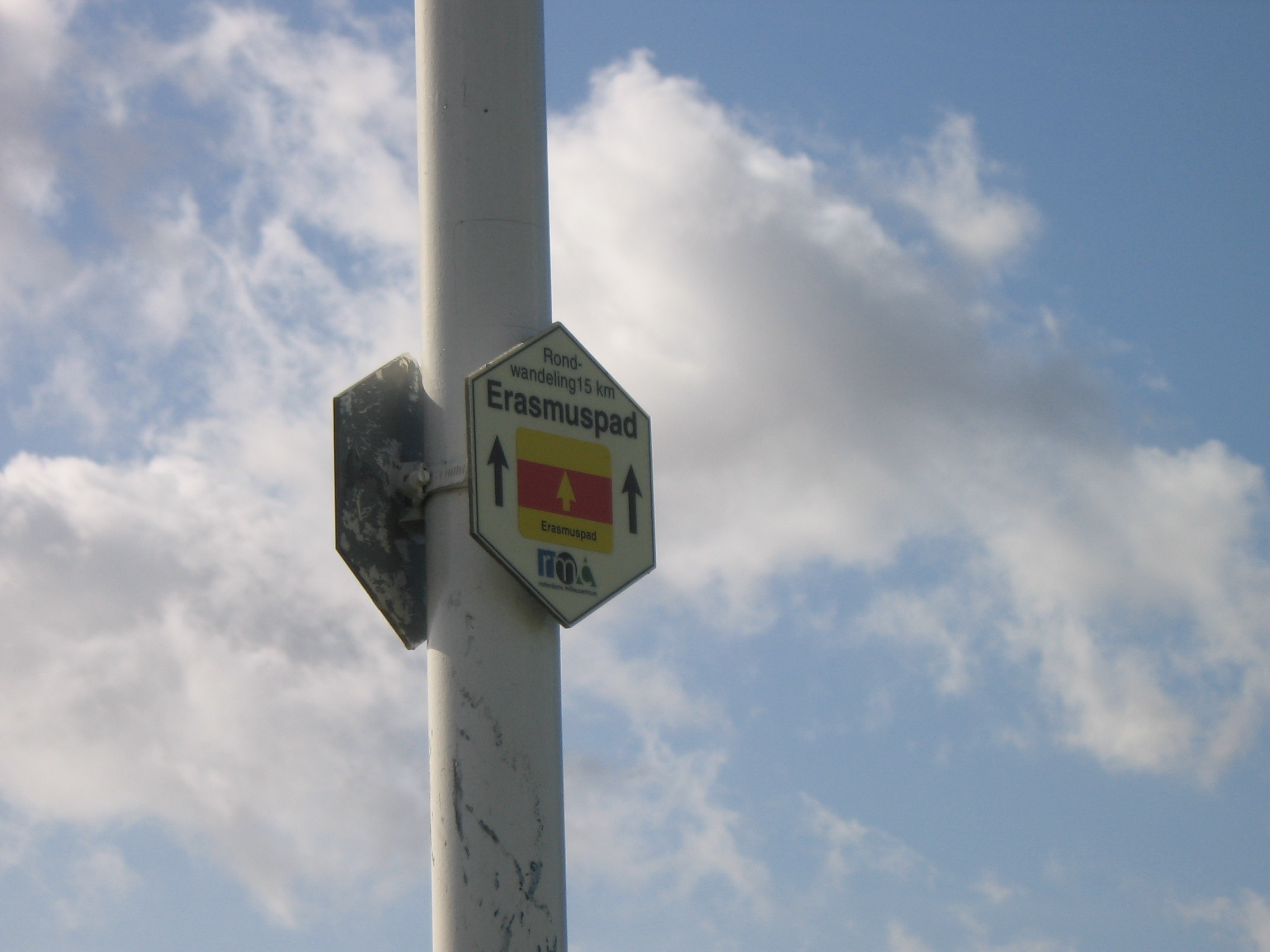
Wegwijzer van Erasmuspad

Het Erasmuspad is een 24 km lange stadswandeling van Rotterdam naar Rhoon. Het pad bestaat uit twee trajecten:
- Traject 1: Rotterdam Centraal naar metrostation Zuidplein (11 km).
- Traject 2: metrostation Zuidplein naar metrostation Rhoon (12 km).

De wandelroute is zo opgezet dat men altijd in de buurt van de Rotterdamse metro blijft.
Beide trajecten duren circa 2,5 uur.
Routeboekjes zijn te koop in boekhandels in Rotterdam en omgeving. Ook is de wandelroute te herkennen aan gele en rode stickers die op palen geplakt zijn.

## Traject 1
De route van traject 1 loopt als volgt:
- Rotterdam Centraal
- Veerhaven
- Binnenhaven
- metrostation Rijnhaven
- Brielselaan
- Carnissesingel
- metrostation Zuidplein

## Traject 2
De route van traject 2 loopt als volgt:
- metrostation Zuidplein
- Zuiderpark
- Smitshoek
- Portland
- Oude Maas
- Carnisse Grienden
- metrostation Rhoon

## Routes in Rotterdam
- Jeneverpad
- Pad op Zuid
- Rondje Rotterdam
- Ton Markesepad